# Diestrammena nocturna
Diestrammena nocturna är en insektsart som beskrevs av Andrej Vasiljevitj Gorochov 1992. Diestrammena nocturna ingår i släktet Diestrammena och familjen grottvårtbitare. Inga underarter finns listade i Catalogue of Life.